# Піноутворення у пожежогасінні
Піноутво́рення у пожежогасі́нні (рос. пенообразование в пожаротушении, англ. foam-formation in fire fighting, нім. Schaumbildung f, Schaumerzeugung f in der Brandbekämpfung) — отримання піни введенням об'ємів газу (повітря) в суміш води і емульгатора.
Відношення об'єму піни до об'єму розчину, з якого вона отримана, називають кратністю піни, причому розрізняють піни низької (до 10), середньої (до 200) і високої (понад 200) кратності.
Усі піноутворювачі (емульгатори) білкового походження (ПО-6, афетан, піротокс і ін.), а також деякі синтетичні (ПО-11 і ін.) можуть утворювати піну тільки низької кратності — не вище 10.
Більшість синтетичних піноутворювачів (ПО-1, ПО-1Д, ПО-1А, Сампо і ін.) дозволяють отримувати піну низької, середньої і високої кратності.
Піноутворення відбувається в спеціальних апаратах і установках (у вогнегасниках, стовбурах, генераторах), що забезпечують ту або іншу міру насичення розчину піноутворювача газом або повітрям прямим механічним змішуванням піноутворюючого розчину з газом (повітрям).